# AFC 여자 클럽 챔피언십
AFC 여자 클럽 챔피언십(영어: AFC Women's Club Championship)은 아시아 축구 연맹(AFC)에서 주관하는 국제 여자 축구 클럽 대항전이다.
2020년도 대회는 전세계적인 코로나19 범유행으로 대회가 취소되었으며 2021년도 대회는 2021년 11월 7일부터 11월 12일까지 요르단 암만에서 열릴 예정이다.

## 역사
2018년에 아시아 축구 연맹에서 아시아 지역의 여자 축구 클럽들이 참가하는 클럽 대항전을 창설하자는 구상이 등장했다. 아시아 축구 연맹 여자 축구 위원회는 2019년 9월 27일에 태국 촌부리에서 열린 회의에서 해당 안건을 승인했다.
2019년 11월 26일부터 11월 30일까지 대한민국에서 4개 팀이 라운드 로빈 형식으로 진행한 첫 대회가 열렸는데 참가 대상 클럽은 대한민국 WK리그, 일본 여자 축구 리그, 오스트레일리아 W리그, 중국 여자 슈퍼리그 우승 팀이다.

## 역대 대회
| 횟수 | 연도 | 주최국 |                                   | 결승                              | 결승                              | 결승          |             | 3•4위전       | 3•4위전 | 3•4위전 |  | 팀 수 |
| 횟수 | 연도 | 주최국 | 우승                              | 스코어                            | 준우승                            | 3위           | 스코어      | 4위           |         |         |  | 팀 수 |
| 1    | 2019 | 용인   | 도쿄 베르디                       | 라운드 로빈                       | 장쑤                              | 인천 현대제철 | 라운드 로빈 | 멜버른 빅토리 | 4       |         |  |       |
| —    | 2020 | —      | 아시아의 코로나19 범유행으로 취소 | 아시아의 코로나19 범유행으로 취소 | 아시아의 코로나19 범유행으로 취소 | —             | —           | —             | —       |         |  |       |
| 2    | 2021 | 암만   | 2021년 11월 7~12일 예정           | 2021년 11월 7~12일 예정           | 2021년 11월 7~12일 예정           |               |             |               | 8       |         |  |       |

## 같이 보기
- FIFA 여자 클럽 월드컵
  - AFC 여자 클럽 챔피언십
    - WAFF 여자 클럽 챔피언십

  - CAF 여자 챔피언스리그
  - 코파 리베르타도레스 페메니나
  - UEFA 여자 챔피언스리그